# Mirco Minguzzi
Mirco Minguzzi (Castel San Pietro Terme, 15 maggio 1998) è un lottatore italiano, specializzato nella lotta greco-romana.

## Biografia
Il padre Massimo Minguzzi fu un lottatore in attività negli anni settanta del XX secolo. La madre Celestina fu pallavolista e raggiunse la Serie A2, ritirandosi però molto giovane dall'attività agonistica. Anche fratelli Luca, Valentina e Andrea Minguzzi sono stati lottatori. Il più titolato è il fratello maggiore Andrea, che divenne campione olimpico a Pechino 2008.
Ha fatto parte della spedizione italiana ai Giochi del Mediterraneo di Orano 2022, in cui ha conquistato la medaglia d'argento nel torneo degli 87 kg, dopo aver perso la finale contro l'algerino Bachir Sid Azara.
Ai mondiali di Belgrado 2023 è stato eliminato ai sedicesimi dal kazako Nursultan Tursynov, che lo ha sconfitto ai punti.

## Palmarès
| Anno | Manifestazione          | Sede     | Evento | Risultato | Note |
| ---- | ----------------------- | -------- | ------ | --------- | ---- |
| 2015 | Mondiali cadetti        | Sarajevo | 63 kg  | 15º       |      |
| 2017 | Mondiali junior         | Tampere  | 74 kg  | 15º       |      |
| 2018 | Europei junior          | Roma     | 77 kg  | 9º        |      |
| 2018 | Mondiali junior         | Trnava   | 77 kg  | 25º       |      |
| 2019 | Europei U23             | Novi Sad | 87 kg  | 14º       |      |
| 2020 | Europei                 | Roma     | 87 kg  | 10º       |      |
| 2021 | Europei U23             | Skopje   | 87 kg  | 9º        |      |
| 2022 | Europei                 | Budapest | 87 kg  | 5º        |      |
| 2022 | Giochi del Mediterraneo | Orano    | 87 kg  | Argento   |      |
| 2022 | Mondiali                | Belgrado | 87 kg  | 17º       |      |
| 2023 | Europei                 | Zagabria | 87 kg  | 16º       |      |
| 2023 | Mondiali                | Belgrado | 87 kg  | 24º       |      |